# Enrique de la Piedra
Enrique de la Piedra del Castillo (Lambayeque, 1 de junio de 1883-Lima, 6 de julio de 1948) fue un agricultor y político peruano. Ministro de Hacienda (1924-1925) y Presidente del Senado (1925-1926), durante el Oncenio de Augusto B. Leguía. Como empresario agrícola adquirió la hacienda Pomalca, a la que convirtió en una de las grandes sedes de la industria azucarera en el norte peruano.

## Biografía
Nacido en Lambayeque, sus padres fueron Ricardo de la Piedra Delgado y Rosalía del Castillo Guía. Uno de sus hermanos fue Julio de la Piedra, que llegó también a ser senador por Lima y presidente del Senado, militando en el odriísmo. Se casó en 1932 con Elena Elías Larrabure, con la que tuvo dos hijos.
Estudió en el Colegio Nacional de San José de Chiclayo. Desde muy joven se dedicó al comercio. Contribuyó a la construcción del ferrocarril que comunicaba el puerto de Pimentel con el interior del departamento de Lambayeque, hasta Chiclayo.
Incursionó en la política como partidario del presidente Augusto B. Leguía, a lo largo del periodo conocido como el Oncenio (1919-1930). Dentro de la directiva del Partido Democrático Reformista (el partido oficialista) tuvo el cargo de tesorero.
En 1919 fue elegido representante por su departamento natal ante la Asamblea Nacional (Congreso Constituyente), encargada de redactar una nueva Constitución. Formó parte del grupo de asambleístas que presentó la ley de confiscaciones, la cual disponía que los conspiradores y rebeldes al régimen fueran sujetos a confiscaciones de bienes por los gastos y perjuicios incurridos contra el Estado. Si bien la Asamblea la aprobó tras arduo debate, el presidente Leguía no lo promulgó ni ejerció su veto. Finalmente, el Congreso Ordinario de 1920 la declaró sin efecto.
Continuó en el Congreso en calidad de senador por Lambayeque. Fue prosecretario (1920), segundo vicepresidente (1922), primer vicepresidente (1923 y 1924) y presidente del Senado en reemplazo del fallecido Guillermo Rey, siendo reelegido como tal en dos legislaturas consecutivas (1925 y 1926). Desde el parlamento trabajó resueltamente para que se incluyesen en el Presupuesto General de la República partidas para obras de irrigación en su departamento.
Fue Ministro de Hacienda y Comercio, en el gabinete ministerial presidido por Alejandrino Maguiña, con el que se inauguró el segundo gobierno consecutivo de Leguía, el 12 de octubre de 1924. Culminó su función ministerial el 18 de junio de 1925. 
Ejerció también la dirección de la Sociedad de Beneficencia Pública de Lima (1927). 
Su apoyo al leguiísmo finalizó abruptamente al enterarse en 1927 de la firma del Tratado Salomón-Lozano, acuerdo de límites por el cual el Perú cedía a Colombia un inmenso territorio en la Amazonía. A partir de entonces se convirtió en tenaz opositor al régimen. Incluso fue acusado de organizar un intento de asesinato o apresamiento de Leguía, en la Semana Santa de 1930, complot en el que habría tenido por cómplice al coronel Eulogio Castillo, jefe de la escolta presidencial. Leguía fue avisado cuando se preparaba para asistir a la Catedral de Lima, lugar escogido por los sediciosos para realizar su plan. Pero la policía no llegó a desenredar del todo la trama conspirativa ni a precisar a los involucrados.
Asociado con sus hermanos en la Empresa Sociedad Viuda de Piedra e Hijos S.A., adquirió en 1920 la Hacienda Pomalca (cerca de Chiclayo), bajo cuya dirección alcanzó una gran prosperidad. Intensificó los cultivos, racionalizó la producción azucarera, modernizó sus maquinarias para elevar la producción, e incluso expandió las áreas de cultivo con la anexión de otras haciendas. Pomalca se convirtió en el más importante enclave económico del norte peruano. Enrique de la Piedra fue considerado uno de los grandes “barones” del azúcar.